# Euphyia seminigrata
Euphyia seminigrata är en fjärilsart som beskrevs av Paul Dognin 1914. Euphyia seminigrata ingår i släktet Euphyia och familjen mätare. Inga underarter finns listade i Catalogue of Life.